# ボリュームコントローラ
ボリュームコントローラは、ナムコから発売されたPlayStation用コントローラ。

## 概要
1996年2月にナムコミュージアム VOL.2が発売される。このときに収録されているキューティQの要素を滑らかに操作できるために開発された。ツマミを回すだけのシンプルな操作で、プレイできるようになる。
これ以降ボリュームコントローラ対応ソフトはナムコ以外からも発売される。